# Мельниковка
Ме́льниковка (рос. Мельниковка) — селище у складі Благовіщенського району Алтайського краю, Росія. Входить до складу Шимолінської сільської ради.

## Населення
Населення — 344 особи (2010; 393 у 2002).
Національний склад (станом на 2002 рік):
- росіяни — 79 %